# Alexander Djiku
Alexander Djiku (Montpellier, 9 de agosto de 1994) é um futebolista profissional ganês nascido na França, que atua como zagueiro e lateral. Atualmente defende o Fenerbahçe.
Ficou conhecido no Brasil ao atuar na Copa do Mundo de 2022, quando teve seu nome envolvido em piadas – especialmente após narração de Gustavo Villani.

## Carreira
Alexander Djiku começou a carreira no Bastia.